# J3 League 2017
La J3 League 2017, también conocida como Meiji Yasuda J3 League 2017 por motivos de patrocinio, fue la cuarta temporada de la J3 League. Contó con la participación de diecisiete equipos. El torneo comenzó el 11 de marzo y terminó el 3 de diciembre de 2017.
Los nuevos participantes fueron, por un lado, el equipo descendido de la J2 League: Giravanz Kitakyushu, que había ascendido en la temporada 2010. Por otra parte, el equipo proveniente de la Japan Football League: Azul Claro Numazu, que hizo su debut en el torneo.
El campeón fue Blaublitz Akita, pero no ascendió a Segunda División debido a que no contaba con licencia para disputar la J2 League. Por otra parte, salió subcampeón Tochigi S.C., quien por el motivo antes mencionado obtuvo automáticamente la promoción a la segunda categoría.

## Ascensos y descensos
| Descendidos de la J3 League 2016 |
| -------------------------------- |
| No hubo                          |

| Torneo | Ascendidos a la J3 League 2017 |
| ------ | ------------------------------ |
| JFL    | Azul Claro Numazu              |

| Pos | Ascendidos a la J2 League 2017 |
| --- | ------------------------------ |
| 1.º | Oita Trinita                   |

| Pos  | Descendidos de la J2 League 2016 |
| ---- | -------------------------------- |
| 22.º | Giravanz Kitakyushu              |

- De esta manera, el número de participantes aumentó a 17.

## Reglamento de juego
El torneo se disputó en un formato de todos contra todos a ida y vuelta, de manera tal que cada equipo debió jugar un partido de local y uno de visitante contra sus otros dieciséis contrincantes y quedar libre en dos fechas. Una victoria se puntuaba con tres unidades, mientras que el empate valía un punto y la derrota, ninguno.
Para desempatar se utilizaron los siguientes criterios:
1. Puntos
2. Diferencia de goles
3. Goles anotados
4. Resultados entre los equipos en cuestión
5. Desempate o sorteo

El equipo con más puntos al final del campeonato ascendería directamente a la J2 League 2018, mientras que se jugarían dos partidos de promoción entre el subcampeón y el penúltimo de la J2 League 2017 para dirimir un cupo en la segunda categoría.

## Tabla de posiciones
| Pos. | Equipo              | Pts. | PJ | G  | E  | P  | GF | GC | Dif. | Ascenso                    |
| ---- | ------------------- | ---- | -- | -- | -- | -- | -- | -- | ---- | -------------------------- |
| 1    | Blaublitz Akita (C) | 61   | 32 | 18 | 7  | 7  | 53 | 31 | +22  |                            |
| 2    | Tochigi S.C.        | 60   | 32 | 16 | 12 | 4  | 44 | 24 | +20  | Ascendido a J2 League 2018 |
| 3    | Azul Claro Numazu   | 59   | 32 | 16 | 11 | 5  | 60 | 27 | +33  |                            |
| 4    | Kagoshima United    | 55   | 32 | 17 | 4  | 11 | 49 | 37 | +12  |                            |
| 5    | Nagano Parceiro     | 50   | 32 | 13 | 11 | 8  | 34 | 25 | +9   |                            |
| 6    | F.C. Ryukyu         | 50   | 32 | 13 | 11 | 8  | 44 | 36 | +8   |                            |
| 7    | Fujieda MYFC        | 47   | 32 | 12 | 11 | 9  | 50 | 43 | +7   |                            |
| 8    | Kataller Toyama     | 47   | 32 | 13 | 8  | 11 | 37 | 33 | +4   |                            |
| 9    | Giravanz Kitakyushu | 46   | 32 | 13 | 7  | 12 | 44 | 37 | +7   |                            |
| 10   | Fukushima United    | 43   | 32 | 13 | 4  | 15 | 39 | 43 | −4   |                            |
| 11   | F.C. Tokyo sub-23   | 43   | 32 | 12 | 7  | 13 | 36 | 47 | −11  |                            |
| 12   | S.C. Sagamihara     | 39   | 32 | 9  | 12 | 11 | 34 | 41 | −7   |                            |
| 13   | Cerezo Osaka sub-23 | 35   | 32 | 8  | 11 | 13 | 39 | 43 | −4   |                            |
| 14   | YSCC Yokohama       | 32   | 32 | 8  | 8  | 16 | 41 | 54 | −13  |                            |
| 15   | Grulla Morioka      | 29   | 32 | 7  | 8  | 17 | 32 | 49 | −17  |                            |
| 16   | Gamba Osaka sub-23  | 26   | 32 | 7  | 5  | 20 | 31 | 65 | −34  |                            |
| 17   | Gainare Tottori     | 21   | 32 | 4  | 9  | 19 | 31 | 63 | −32  |                            |

 Fuente: J. League Data Site: 2017 MEIJI YASUDA J3 LEAGUE League table
Criterios de clasificación: 1) puntos; 2) diferencia de goles; 3) número de goles marcados; 4) resultados entre los equipos en cuestión.

## Campeón
|                                     |
|                                     |
| Campeón Blaublitz Akita 1.er título |